# حركة 23 مارس (جمهورية الكونغو الديمقراطية)
حركة 23 مارس هي جماعة مسلحة متمردة يقودها التوتسي الكونغوليون. تنشط في المناطق الشرقية من جمهورية الكونغو الديمقراطية وبالأخص في مقاطعة كيفو الشمالية التي تحد كل من أوغندا ورواندا، أدى تمرد الحركة ضد القوات الحكومية في الفترة من 2012 إلى 2013 إلى نزوح أعداد كبيرة من المدنيين. خلص تقرير صادر من الأمم المتحدة إلى أن دولة رواندا هي من أنشأت وقامت بتمويل وقيادة الحركة.
وخلص تقرير للأمم المتحدة إلى أن رواندا هي التي أنشأت وتولت قيادة جماعة التمرد إم 23. وتوقفت رواندا عن دعمها بسبب الضغوط الدولية والهزيمة العسكرية على يد جمهورية الكونغو الديمقراطية والأمم المتحدة في عام 2013.
في عام 2017، استأنفت عناصر حركة 23 مارس تمردها في جمهورية الكونغو الديمقراطية، لكن عمليات هذا الفصيل المنشق لم يكن لها تأثير محلي يذكر. في عام 2022، بدأت نسبة أكبر من حركة 23 مارس هجومًا ، مما أدى في النهاية إلى استيلاء المتمردين على مدينة بوناجانا الحدودية الكونغولية. في نوفمبر 2022، اقترب متمردو حركة 23 مارس من مدينة غوما وأجبروا حوالي 180 ألف شخص على مغادرة منازلهم بعد انسحاب الجيش الكونغولي من المنطقة بالقرب من قرية كيبومبا. في يونيو 2023، أفادت هيومن رايتس ووتش عن انتهاكات حقوق الإنسان التي ارتكبها متمردو حركة 23 مارس في جمهورية الكونغو الديمقراطية، بما في ذلك عمليات القتل غير القانونية والاغتصاب وجرائم الحرب الأخرى. وتشير الادعاءات إلى دعم رواندي لهذه الإجراءات، مما أثار مخاوف بشأن جرائم الحرب وجعل الوضع الإنساني أسوأ في المنطقة. شجع مجلس الأمن التابع للأمم المتحدة فرض عقوبات على قادة حركة إم23 وتورط مسؤولين روانديين. اعتبارًا من فبراير 2023، تحتل المجموعة العديد من المدن الكبرى في شرق شمال كيفو بما في ذلك بوناجانا وكيوانجا وكيتشانجا وروبايا وروتشورو وتسيطر على الطرق الحيوية المؤدية إلى غوما